# Greentech (entreprise)
Greentech est une entreprise française de biotechnologies fondée en 1992 et implantée en Auvergne.

## Historique
Fondée en 1992 par Jean-Yves Berthon, docteur en biologie, Greentech est historiquement l'une des premières entreprises françaises de biotechnologie végétale. L’utilisation du nom est antérieure à l’avènement du mot comme expression générique ou encore à son exploitation par le Ministère de la transition écologique.[source secondaire nécessaire]
Greentech intègre en 1995 le Biopôle de Clermont-Limagne dédié aux biotechnologies et sciences du vivant.

## Domaines
Orientée initialement vers l'industrie pharmaceutique, la société se tourne vers l’industrie cosmétique au moment de la crise de la vache folle,,.
Le terrain de recherche de l'entreprise a été élargi à la biotechnologie marine et microbienne, avec deux filiales (Greensea et Biovitis), et à la biodiversité avec une filiale brésilienne (Mapric). Les problématiques abordées sont relatives à l'environnement (dépollution), l'agroécologie (bio-fertilisation et bio-contrôle), la nutrition à travers des recherches sur le microbiote humain.